# Chaetodontoplus
Genre
Chaetodontoplus est un genre de poissons-anges de la famille des Pomacanthidae. 

## Liste des espèces
Selon World Register of Marine Species (17 octobre 2014) :
- Chaetodontoplus ballinae Whitley, 1959
- Chaetodontoplus caeruleopunctatus Yasuda & Tominaga, 1976
- Chaetodontoplus chrysocephalus (Bleeker, 1855)
- Chaetodontoplus conspicillatus (Waite, 1900)
- Chaetodontoplus dimidiatus (Bleeker, 1860)
- Chaetodontoplus duboulayi (Günther, 1867)
- Chaetodontoplus melanosoma (Bleeker, 1853)
- Chaetodontoplus meredithi Kuiter, 1990
- Chaetodontoplus mesoleucus (Bloch, 1787)
- Chaetodontoplus niger Chan, 1966
- Chaetodontoplus personifer (McCulloch, 1914)
- Chaetodontoplus poliourus Randall & Rocha, 2009
- Chaetodontoplus septentrionalis (Temminck & Schlegel, 1844)
- Chaetodontoplus vanderloosi Allen & Steene, 2004

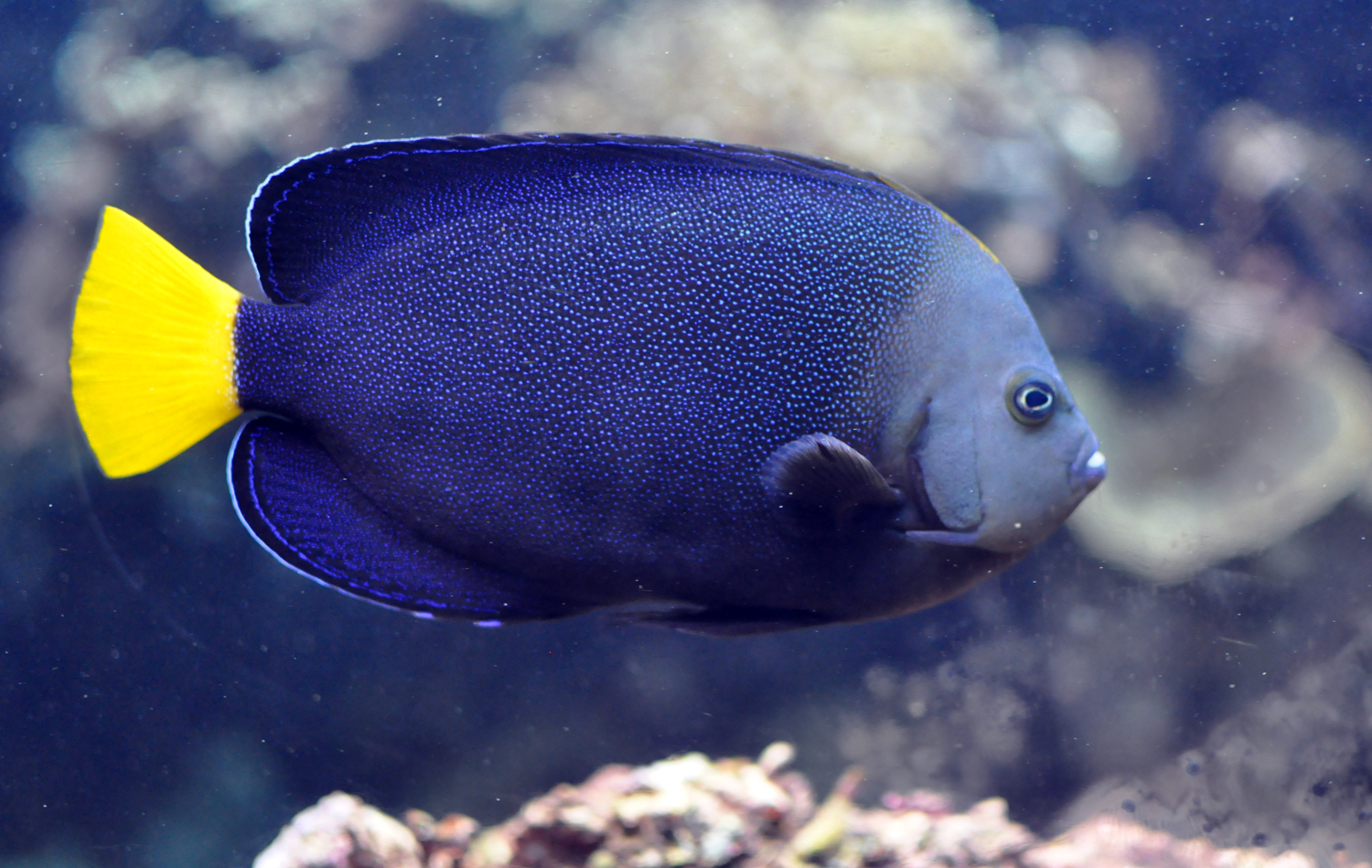
Chaetodontoplus caeruleopunctatus
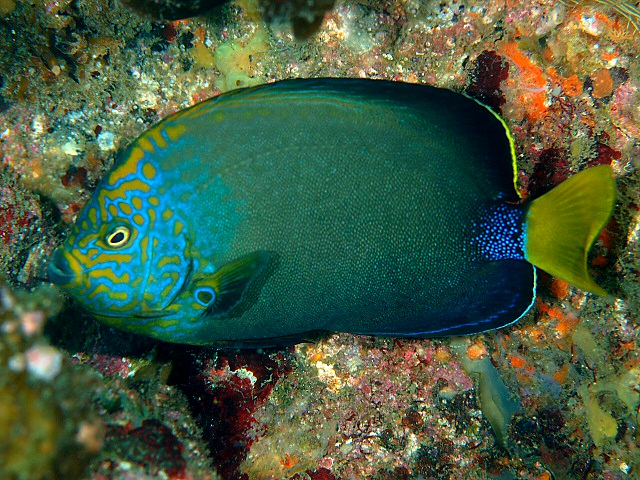
Chaetodontoplus chrysocephalus
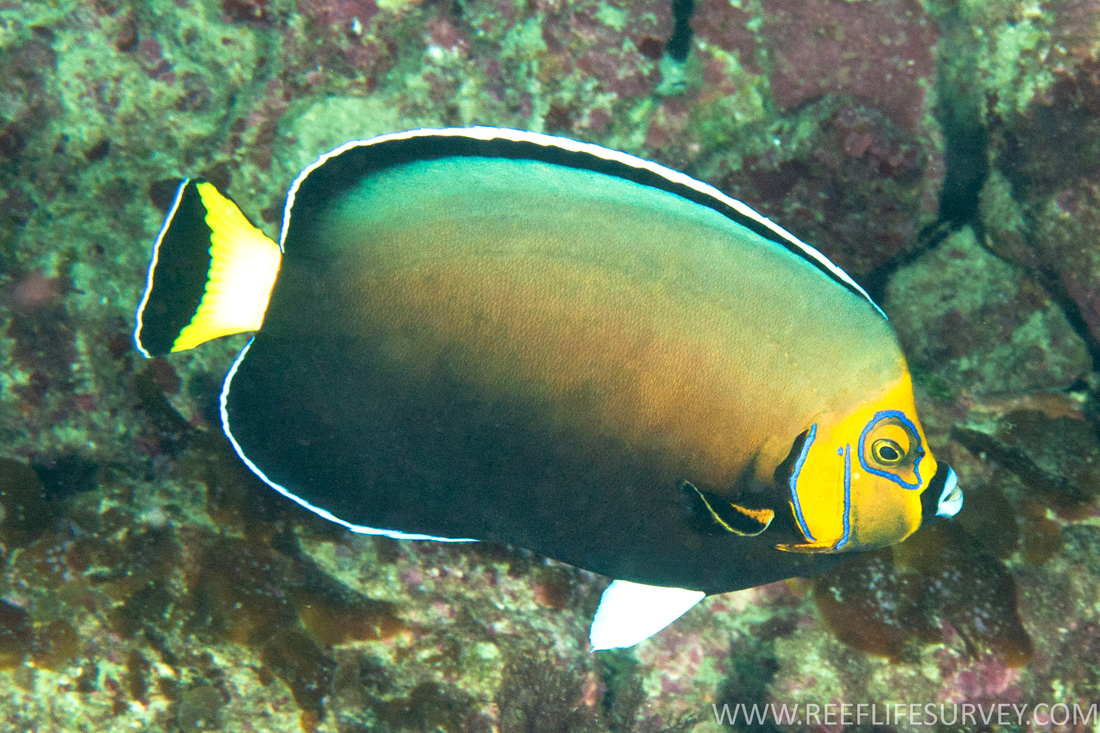
Chaetodontoplus conspicillatus
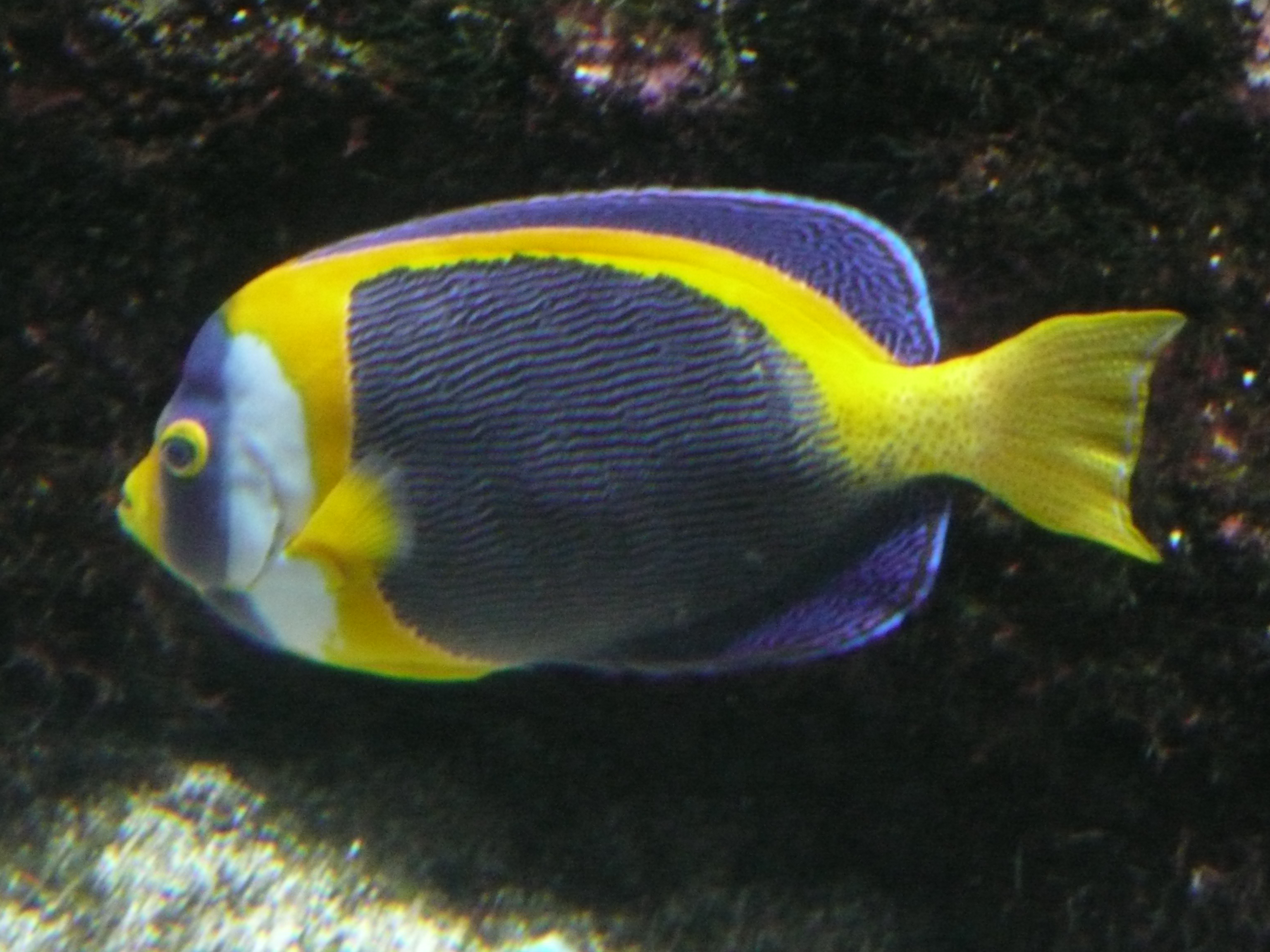
Chaetodontoplus duboulayi
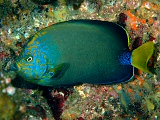
Chaetodontoplus melanosoma
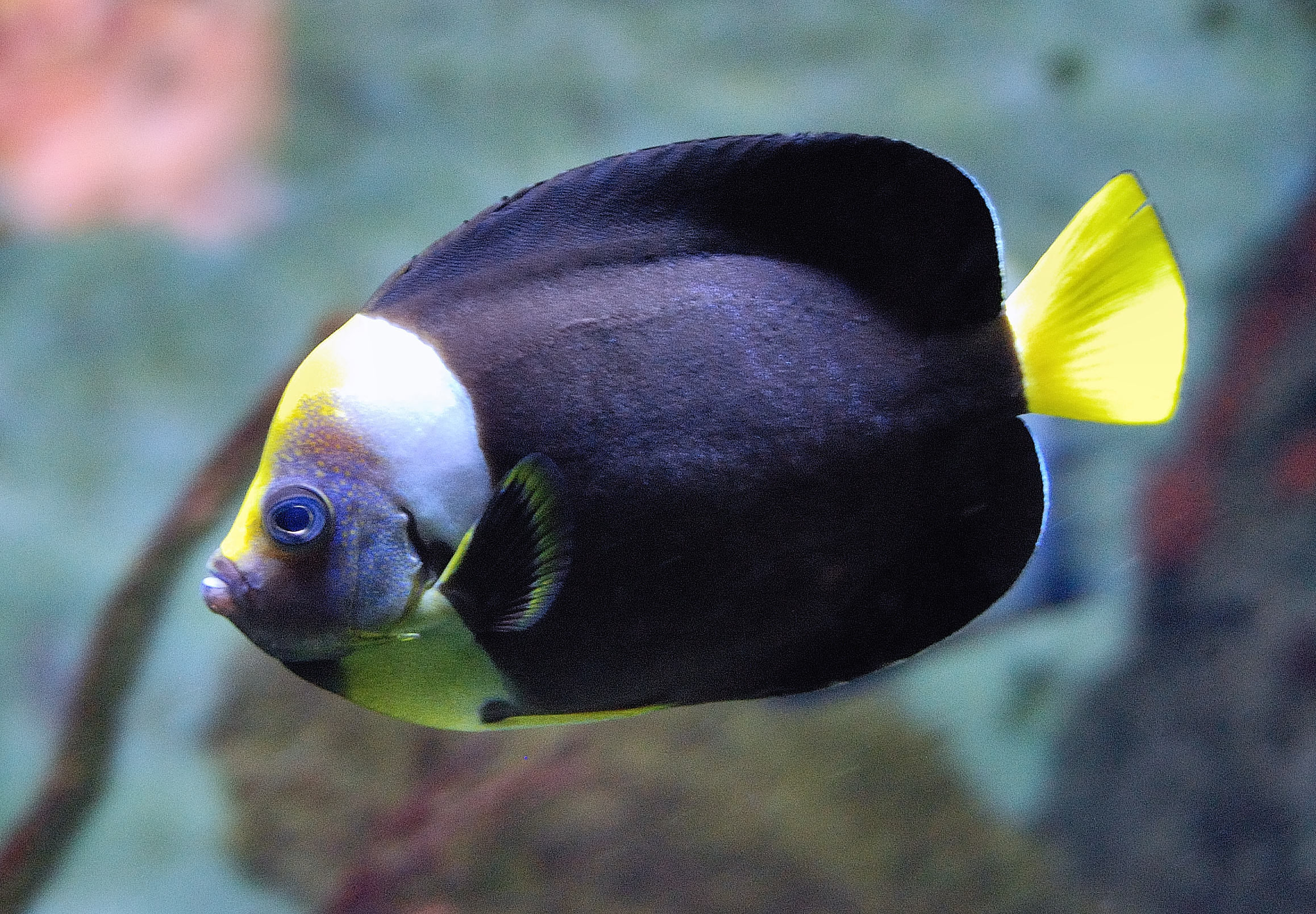
Chaetodontoplus meredithi
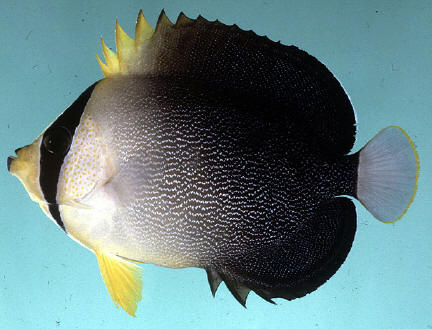
Chaetodontoplus mesoleucus
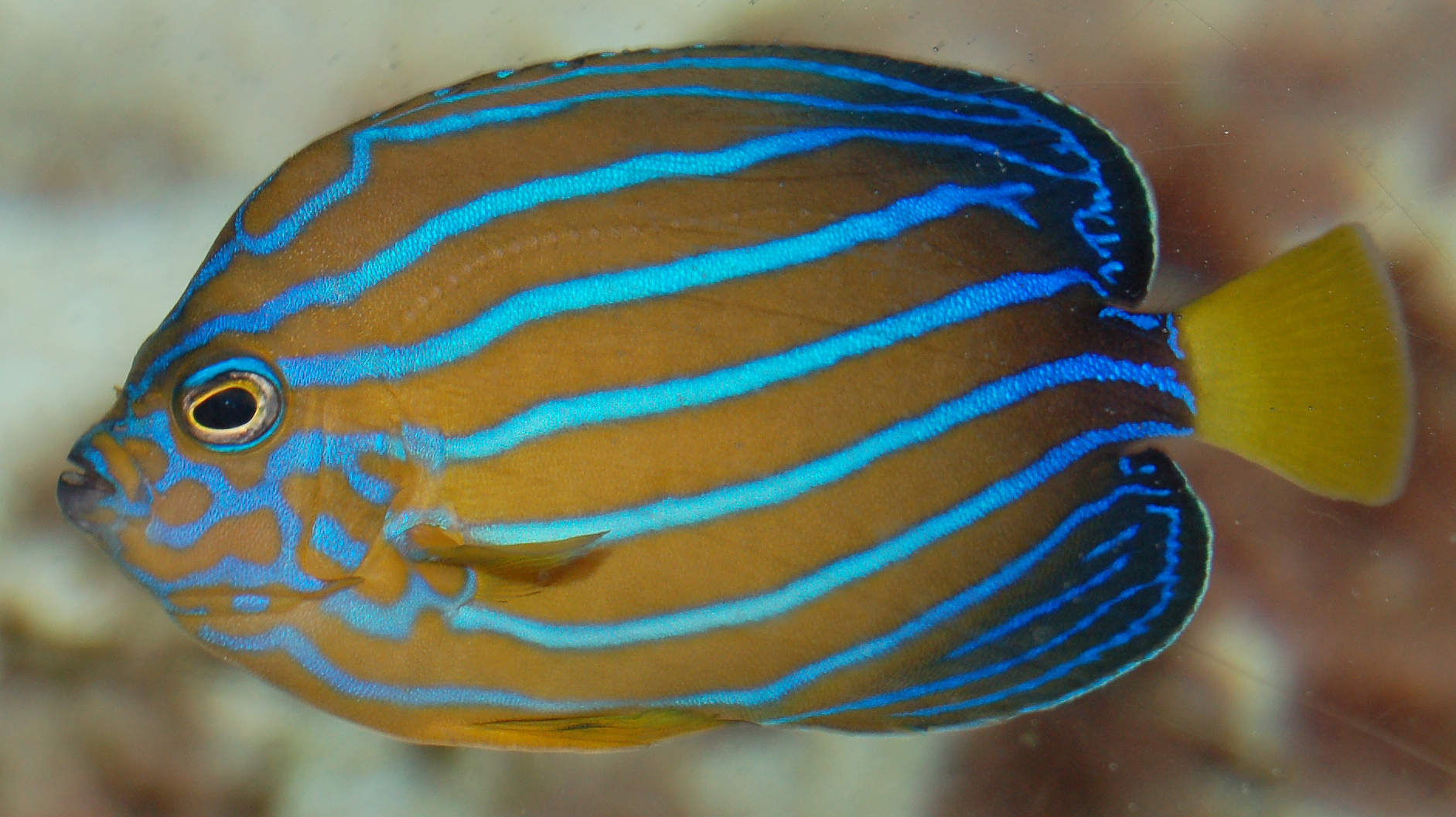
Chaetodontoplus septentrionalis